# 27079 Vsetín
(27079) Vsetín, denumire internațională (27079) Vsetin, este un asteroid din centura principală de asteroizi.

## Descriere
27079 Vsetín este un asteroid din centura principală de asteroizi. A fost descoperit pe 15 octombrie 1998 la Observatorul din Ondřejov de Petr Pravec. Asteroidul prezintă o orbită caracterizată de o semiaxă mare de 2,35 ua, o excentricitate de 0,17 și o înclinație de 4,2° în raport cu ecliptica.